# Repubblica Socialista Sovietica Autonoma Tagika
La Repubblica Socialista Sovietica Autonoma Tagika (abbreviata RSSA Tagika; in russo Таджикская Автономная Социалистическая Советская Республика?; in tagico Ҷумҳурии Мухтори Шӯравии Сотсиалистии Тоҷикистон?, Çumhuriji Muxtori Şūraviji Sotsialistiji Toçikiston) era una repubblica autonoma all'interno della RSS Uzbeka nell'Unione Sovietica. Fu creata nell'ottobre 1924 da una serie di atti legali che divisero le tre entità regionali esistenti in Asia centrale, ovvero la RSSA del Turkestan, la Repubblica Sovietica Popolare di Bukhara e la Repubblica Sovietica Popolare Corasmia, in cinque nuove entità basate su principi etnici: la RSS Uzbeka, la RSS Turkmena, la RSSA Tagika (all'interno della RSS Uzbeka), l'oblast' autonoma kara-kirghisa (come provincia della RSFS Russa) e l'oblast' autonoma karakalpaka (come provincia della RSSA Kazaka).
La capitale della RSSA Tagiko era a Dyushambe (l'odierna Dushanbe). Nell'ottobre 1929, su iniziativa di Shirinsho Shotemur, la RSSA Tagikaa fu trasformata in una vera e propria Repubblica Socialista Sovietica e divenne RSS Tagika, che assorbì inoltre la regione di Khujand (l'odierna provincia di Sughd nel Tagikistan settentrionale) dala RSS Uzbeka. La capitale Dyushambe fu ribattezzata Stalinabad in onore di Iosif Stalin.
Come in altre repubbliche socialiste sovietiche, i processi di industrializzazione e collettivizzazione furono avviati nel 1927 e proseguirono fino alla fine degli anni '30. Il terrore era spesso usato per costringere gli agricoltori alla collettivizzazione forzata, e ciò portò alla resistenza antigovernativa negli anni che vanno dal 1930 al 1936. Le epurazioni staliniste colpirono molti membri del Partito Comunista del Tagikistan e ciò determinò l'eliminazione di circa 10.000 persone (il 70% dei membri del Partito). La popolazione del Tagikistan soffrì anche per i trasferimenti forzati: negli anni '50-'60, gli abitanti delle regioni montuose del paese furono deportati nei centri urbani dove era necessaria la manodopera, mentre nel 1951-1952 3.000 basmachi furono deportati in Siberia.